# Brzeszcze (gromada)
Brzeszcze – dawna gromada, czyli najmniejsza jednostka podziału terytorialnego Polskiej Rzeczypospolitej Ludowej w latach 1954–1972.
Gromady, z gromadzkimi radami narodowymi (GRN) jako organami władzy najniższego stopnia na wsi, funkcjonowały od reformy reorganizującej administrację wiejską przeprowadzonej jesienią 1954 do momentu ich zniesienia z dniem 1 stycznia 1973, tym samym wypierając organizację gminną w latach 1954–1972.
Gromadę Brzeszcze z siedzibą GRN w Brzeszczach (wówczas wsi) utworzono – jako jedną z 8759 gromad na obszarze Polski – w powiecie oświęcimskim w woj. krakowskim, na mocy uchwały nr 20/IV/54 WRN w Krakowie z dnia 6 października 1954. W skład jednostki weszły obszary dotychczasowych gromad Brzeszcze i Jawiszowice ze zniesionej gminy Brzeszcze oraz przysiółek Budy z dotychczasowej gromady Rajsko ze zniesionej gminy Oświęcim w tymże powiecie.
13 listopada 1954, po pięciu tygodniach, gromadę Brzeszcze zniesiono w związku z nadaniem jej statusu osiedla, dla którego ustalono 27 członków osiedlowej rady narodowej (18 lipca 1962 osiedle Brzeszcze otrzymało status miasta).
29 lutego 1956 z osiedla Brzeszcze wyłączono Jawiszowice, tworząc z nich odrębną gromadę Jawiszowice.
1 stycznia 1973 nie reaktywowano gminy Brzeszcze, utworzono natomiast gminę Jawiszowice. 1 lutego 1977 gminy Jawiszowice i Miedźna połączono w reaktywowaną gminę Brzeszcze.